# Station Jurbeke
Station Jurbeke is een spoorwegstation langs spoorlijn 96 (Brussel - Bergen - Quévy) in de gemeente Jurbeke (Frans: Jurbise). Men kan er kosteloos parkeren en er is een gratis fietsstalling.
Van hier vertrekt spoorlijn 90 (Jurbeke - Aat - Denderleeuw).
In de loop van 2021 zullen de loketten hier hun deuren sluiten en zal het station een stopplaats worden.

## Galerij

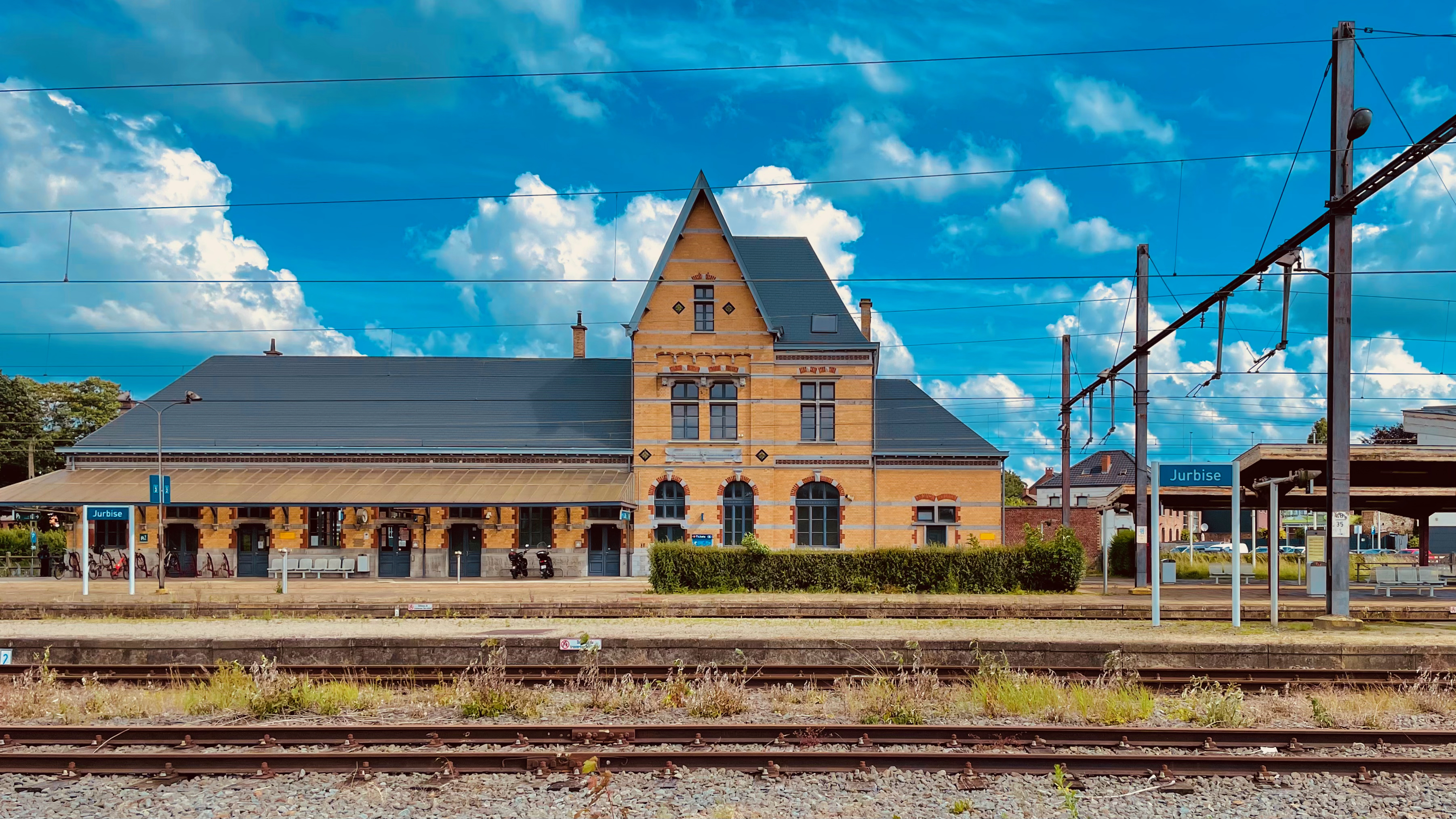
Het stationsgebouw
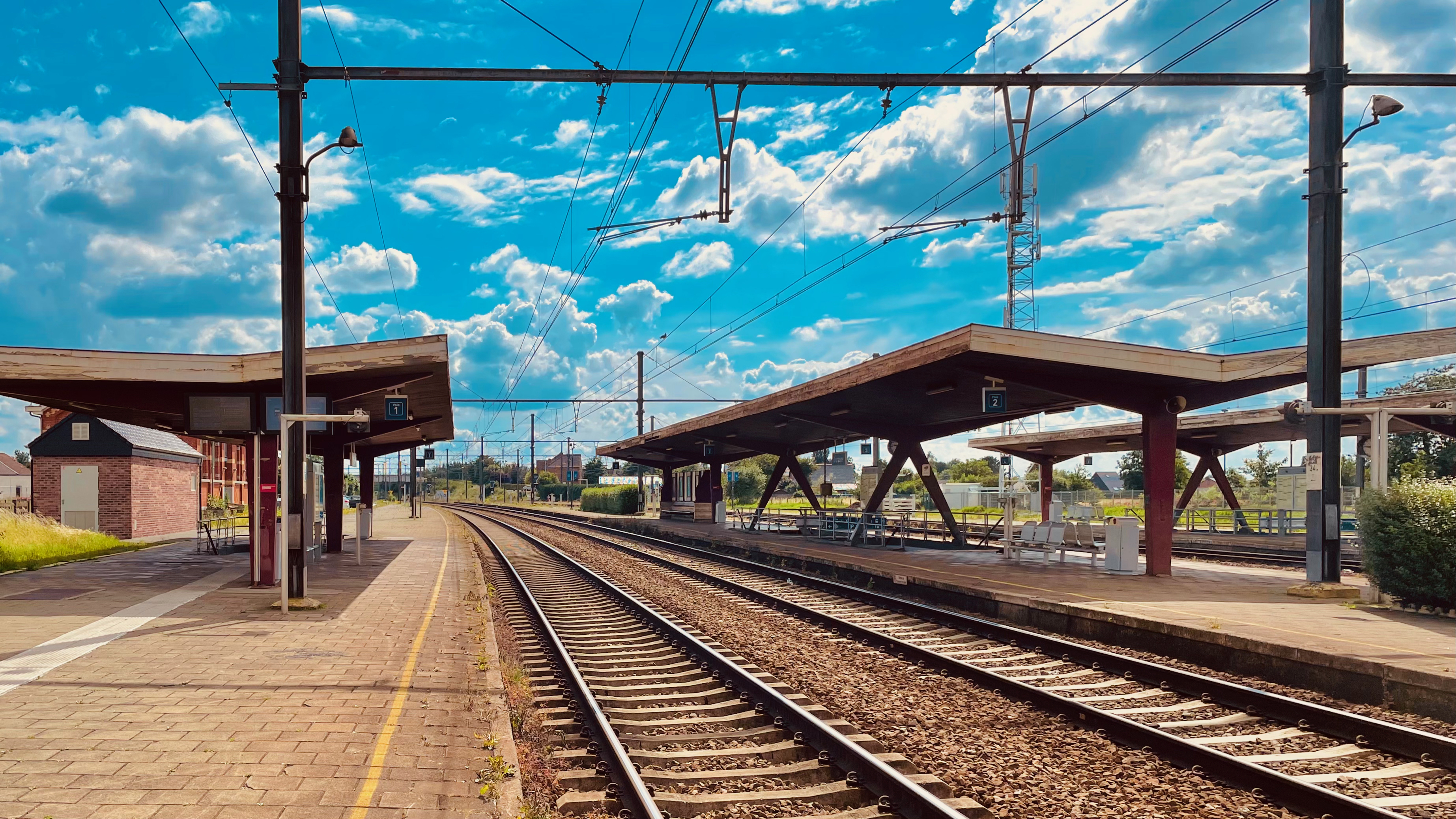
Zicht op de sporen
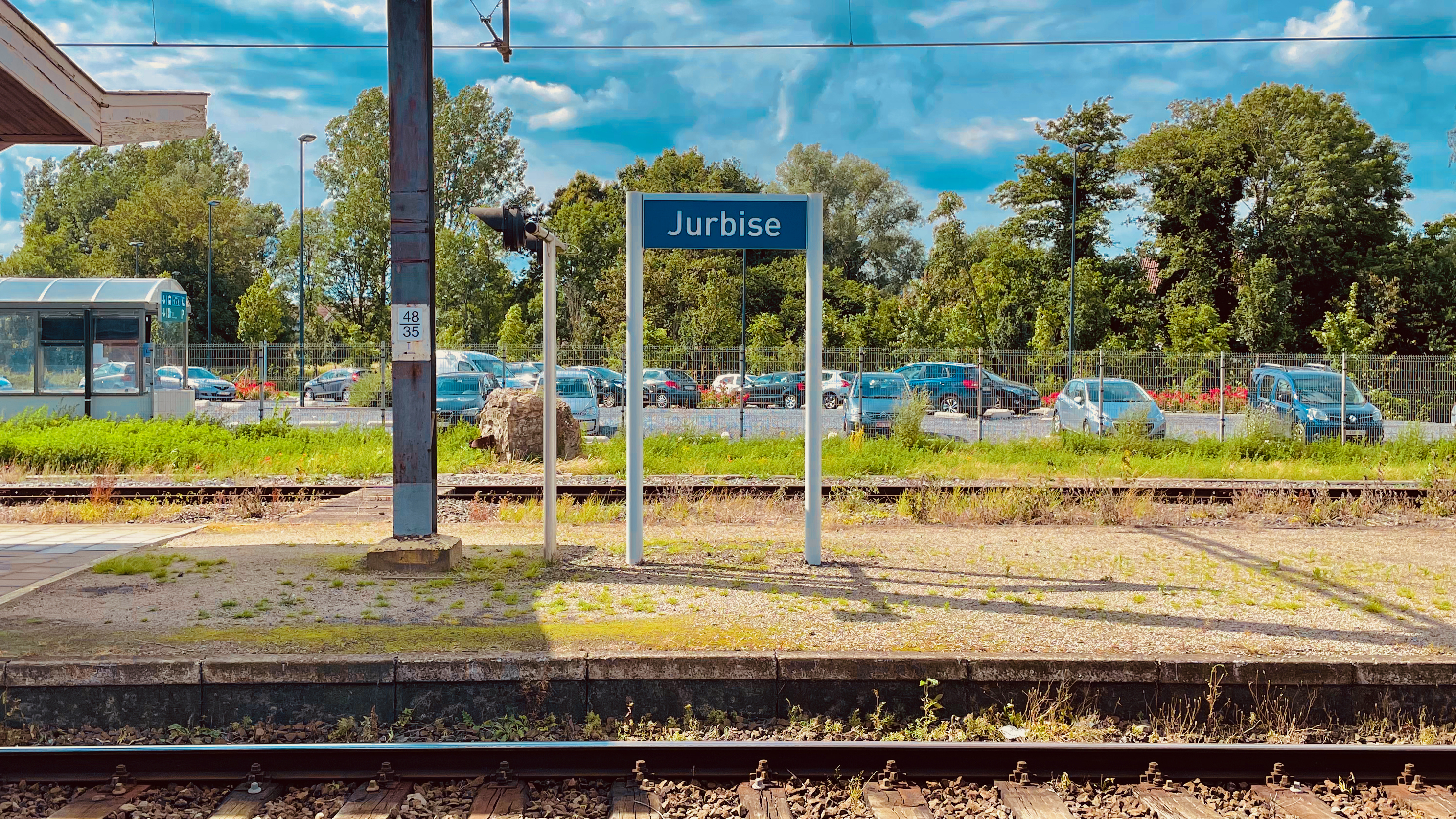
Plaatsnaambord
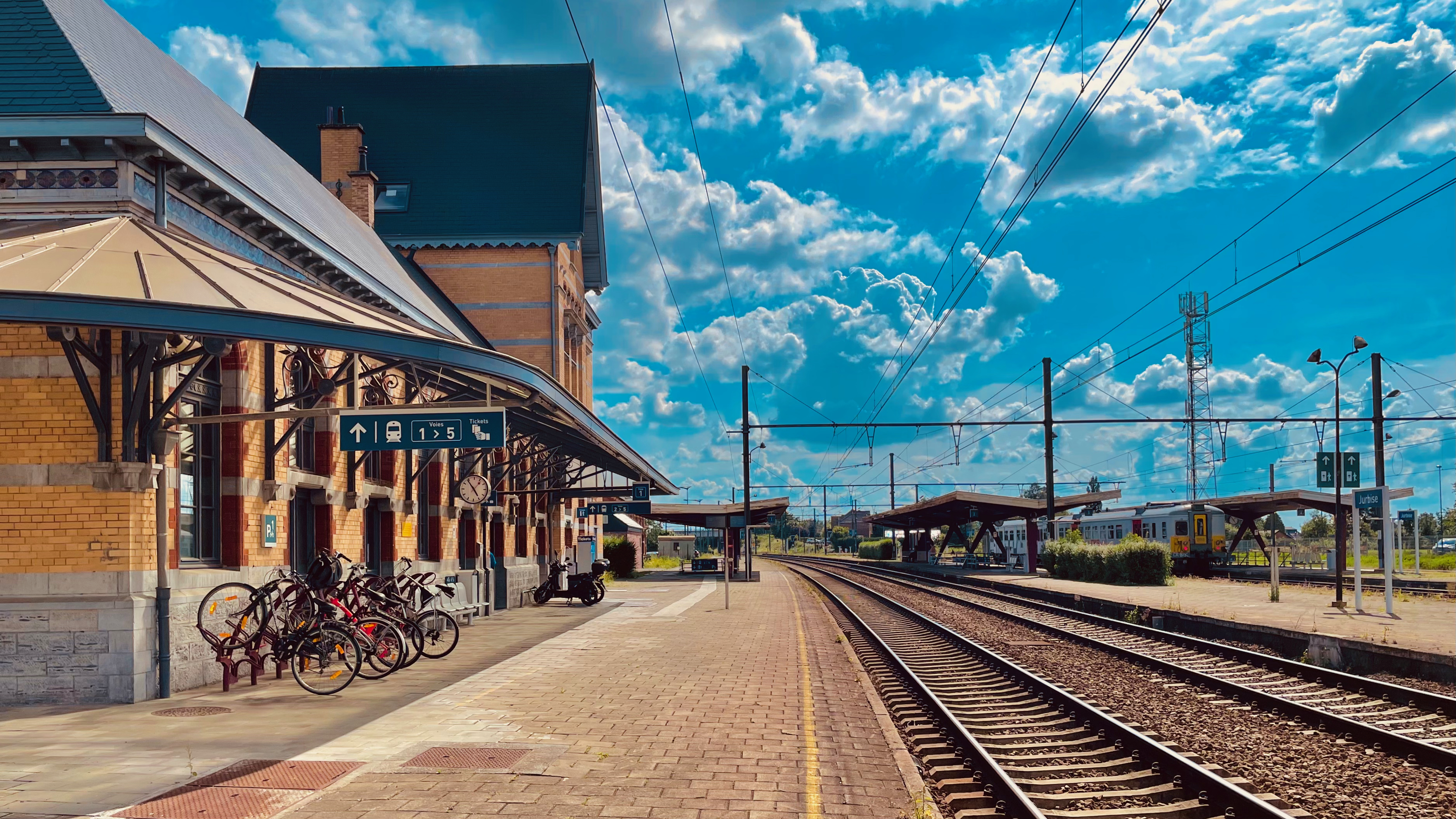
Zicht op het perron

## Treindienst
| Serie       | Treinsoort            | Route                                                                         | Bijzonderheden                                                                      |
| ----------- | --------------------- | ----------------------------------------------------------------------------- | ----------------------------------------------------------------------------------- |
| IC 06A      | Intercity (NMBS)      | Brussels Airport-Zaventem – Brussel-Zuid – Jurbeke – Bergen                   |                                                                                     |
| IC 14       | Intercity (NMBS)      | Quiévrain – Bergen – Jurbeke – Brussel-Zuid – Leuven – Luik-Guillemins        | Rijdt alleen op werkdagen.                                                          |
| L 4850      | L-trein (NMBS)        | Geraardsbergen – Aat – Jurbeke – Bergen – [ Doornik – Moeskroen ] / [ Quévy ] | Rijdt op werkdagen Geraardsbergen-Moeskroen. Rijdt in weekends Geraardsbergen-Quèvy |
| P 7580/8580 | Piekuurtrein (NMBS)   | Aat – Jurbeke – Bergen – Doornik                                              | Rijdt alleen op werkdagen. Een trein verder naar Doornik.                           |
| P 7800/8800 | Piekuurtrein (NMBS)   | Quiévrain – Bergen – Jurbeke – Brussel-Zuid – Schaarbeek                      | Rijdt alleen op werkdagen.                                                          |
| ICT 6935    | Toeristentrein (NMBS) | Bergen – Jurbeke – Aat                                                        | Rijdt van april tot november.                                                       |

## Reizigerstellingen
De grafiek en tabel geven het gemiddeld aantal instappende reizigers weer op een week-, zater- en zondag.
| Tabel: aantal instappende reizigers station Jurbeke | Tabel: aantal instappende reizigers station Jurbeke | Tabel: aantal instappende reizigers station Jurbeke | Tabel: aantal instappende reizigers station Jurbeke |
|                                                     | Weekdag                                             | Zaterdag                                            | Zondag                                              |
| --------------------------------------------------- | --------------------------------------------------- | --------------------------------------------------- | --------------------------------------------------- |
| 1977                                                | 1 043                                               | 188                                                 | 101                                                 |
| 1978                                                | 918                                                 | 181                                                 | 94                                                  |
| 1979                                                | 794                                                 | 185                                                 | 93                                                  |
| 1980                                                | 825                                                 | 159                                                 | 116                                                 |
| 1981                                                | 760                                                 | 146                                                 | 103                                                 |
| 1982                                                | 767                                                 | 92                                                  | 80                                                  |
| 1983                                                | 671                                                 | 95                                                  | 61                                                  |
| 1984                                                | 818                                                 | 45                                                  | 32                                                  |
| 1985                                                | 745                                                 | 60                                                  | 46                                                  |
| 1986                                                | 648                                                 | 60                                                  | 47                                                  |
| 1987                                                | 712                                                 | 54                                                  | 41                                                  |
| 1988                                                | 702                                                 | 61                                                  | 31                                                  |
| 1989                                                | 706                                                 | 41                                                  | 40                                                  |
| 1990                                                | 601                                                 | 56                                                  | 30                                                  |
| 1991                                                | 668                                                 | 48                                                  | 29                                                  |
| 1992                                                | 777                                                 | 48                                                  | 30                                                  |
| 1993                                                | 759                                                 | 58                                                  | 33                                                  |
| 1994                                                | 700                                                 | 124                                                 | 82                                                  |
| 1995                                                | 653                                                 | 100                                                 | 87                                                  |
| 1996                                                | 692                                                 | 120                                                 | 94                                                  |
| 1997                                                | 691                                                 | 145                                                 | 123                                                 |
| 1998                                                | 722                                                 | 120                                                 | 122                                                 |
| 1999                                                | 714                                                 | 218                                                 | 131                                                 |
| 2000                                                | 800                                                 | 267                                                 | 196                                                 |
| 2001                                                | 891                                                 | 166                                                 | 200                                                 |
| 2002                                                | 945                                                 | 233                                                 | 227                                                 |
| 2003                                                | 930                                                 | 277                                                 | 232                                                 |
| 2004                                                | 1 038                                               | 266                                                 | 258                                                 |
| 2005                                                | 1 034                                               | 279                                                 | 261                                                 |
| 2006                                                | 1 037                                               | 332                                                 | 326                                                 |
| 2007                                                | 1 104                                               | 362                                                 | 316                                                 |
| 2008                                                | -                                                   | -                                                   | -                                                   |
| 2009                                                | 1 003                                               | 285                                                 | 243                                                 |
| 2010                                                | -                                                   | -                                                   | -                                                   |
| 2011                                                | -                                                   | -                                                   | -                                                   |
| 2012                                                | 1 054                                               | 296                                                 | 321                                                 |
| 2013                                                | 1 119                                               | 482                                                 | 373                                                 |
| 2014                                                | 1 231                                               | 461                                                 | 447                                                 |
| 2015                                                | 1 750                                               | 429                                                 | 443                                                 |
| 2016                                                | 1 603                                               | 321                                                 | 353                                                 |
| 2017                                                | 1 722                                               | 472                                                 | 453                                                 |
| 2018                                                | 1 436                                               | 323                                                 | 287                                                 |
| 2019                                                | 1 596                                               | 1 931                                               | 1 726                                               |
| 2020                                                | 1 054                                               | 488                                                 | 351                                                 |
| 2021                                                | -                                                   | -                                                   | -                                                   |
| 2022                                                | 1 384                                               | 897                                                 | 690                                                 |
| 2023                                                | 1 675                                               | 814                                                 | 666                                                 |
| 2024                                                | 1 678                                               | 634                                                 | 485                                                 |

0,0: Denderleeuw ·
1,9: Iddergem ·
4,4: Okegem ·
7,5: Ninove ·
10,2: Eichem ·
12,1: Appelterre ·
13,4: Zandbergen ·
16,1: Idegem ·
17,8: Schendelbeke ·
21,7: Geraardsbergen ·
23,2: Overboelare ·
26,3: Acren · 
28,7: Lessen ·
29,8: Houraing ·
31,8: Papignies ·
33,5: La Cavée ·
35,4: Rebaix ·
39,9: Aat ·
42,1: Maffle ·
45,0: Mévergnies-Attre ·
46,5: Brugelette ·
48,3: Cambron-Casteau ·
52,1: Lens ·
55,6: Jurbeke ·
58,0: Erbisœul ·
66,7: Baudour ·
71,8: Saint-Ghislain
0,0: Brussel-Zuid ·
3,9: Vorst-Zuid ·
6,0: Ruisbroek ·
9,1: Lot ·
11,1: Buizingen ·
13,6: Halle ·
16,0: Lembeek ·
18,1: Tubeke-Noord ·
18,7: Tubeke ·
20,9: Stéhoux ·
23,7: Hennuyères ·
25,5: Hennuyères-Village ·
29,6: 's-Gravenbrakel ·
35,8: Zinnik ·
41,1: Neufvilles ·
44,8: Masnuy-Saint-Pierre ·
48,6: Jurbeke ·
51,6: Erbisoeul ·
54,6: Ghlin ·
57,5: Nimy-Maisières ·
60:3: Bergen ·
62,2: Cuesmes ·
67,1: Frameries ·
69,4: Genly ·
71,2: Blaregnies ·
74,9: Quévy